# A Live Record
A Live Record è un doppio album Live del gruppo musicale britannico Camel, pubblicato dalla Decca Records nell'aprile del 1978.

## Tracce
Lato A
1. Never Let Go – 7:27 (Andrew Latimer) – Registrato dal vivo nell'ottobre del 1977 al Odeon Hammersmith di Londra (UK)
2. Song Within a Song – 7:00 (Andrew Latimer, Peter Bardens) – Registrato dal vivo nel settembre del 1977 al Odeon Hammersmith di Londra (UK)
3. Lunar Sea – 8:57 (Andrew Latimer, Peter Bardens) – Registrato dal vivo nell'ottobre del 1977 al Colston Hall di Bristol (UK)

Lato B
1. Skylines – 5:43 (Andrew Latimer, Peter Bardens, Andy Ward) – Registrato dal vivo nell'ottobre del 1977 al Leeds University di Leeds (UK)
2. Ligging at Louis' – 6:34 (Peter Bardens) – Registrato dal vivo nell'ottobre del 1974 al Marquee Club di Londra (UK)
3. Lady Fantasy – 14:24 (Peter Bardens, Andrew Latimer, Andy Ward, Doug Ferguson) – Registrato dal vivo nell'ottobre del 1974 al Marquee Club di Londra (UK)

Lato C
1. The Great Marsh – 1:44 (Peter Bardens, Andrew Latimer) – Registrato dal vivo nell'ottobre 1975 al Royal Albert Hall di Londra (UK)
2. Rhayader – 3:07 (Peter Bardens) – Registrato dal vivo nell'ottobre 1975 al Royal Albert Hall di Londra (UK)
3. Rhayader Goes to Town – 5:12 (Peter Bardens, Andrew Latimer) – Registrato dal vivo nell'ottobre 1975 al Royal Albert Hall di Londra (UK)
4. Sanctuary – 2:32 (Peter Bardens) – Registrato dal vivo nell'ottobre 1975 al Royal Albert Hall di Londra (UK)
5. Fritha – 3:02 (Peter Bardens) – Registrato dal vivo nell'ottobre 1975 al Royal Albert Hall di Londra (UK)
6. The Snow Goose – 1:43 (Peter Bardens, Andrew Latimer) – Registrato dal vivo nell'ottobre 1975 al Royal Albert Hall di Londra (UK)
7. Friendship – 3:51 (Peter Bardns) – Registrato dal vivo nell'ottobre 1975 al Royal Albert Hall di Londra (UK)
8. Migration – 0:03 (Peter Bardens) – Registrato dal vivo nell'ottobre 1975 al Royal Albert Hall di Londra (UK)
9. Rhayader Alive – 1:51 (Peter Bardens, Andrew Latimer) – Registrato dal vivo nell'ottobre 1975 al Royal Albert Hall di Londra (UK)

Lato D
1. Flight of the Snow Goose – 2:59 (Peter Bardens, Andrew Latimer) – Registrato dal vivo nell'ottobre 1975 al Royal Albert Hall di Londra (UK)
2. Preparation – 0:46 (Peter Bardens) – Registrato dal vivo nell'ottobre 1975 al Royal Albert Hall di Londra (UK)
3. Dunkirk – 3:23 (Peter Bardens) – Registrato dal vivo nell'ottobre 1975 al Royal Albert Hall di Londra (UK)
4. Epitaph – 5:32 (Peter Bardens) – Registrato dal vivo nell'ottobre 1975 al Royal Albert Hall di Londra (UK)
5. Fritha Alone – 2:31 (Peter Bardens) – Registrato dal vivo nell'ottobre 1975 al Royal Albert Hall di Londra (UK)
6. La princesse perdue – 1:26 (Peter Bardens, Andrew Latimer) – Registrato dal vivo nell'ottobre 1975 al Royal Albert Hall di Londra (UK)
7. The Great Marsh – 4:42 (Peter Bardens, Andrew Latimer) – Registrato dal vivo nell'ottobre 1975 al Royal Albert Hall di Londra (UK)

Edizione doppio CD del 2002, pubblicato dalla Decca Records (8829282)
CD 1
1. First Light – 5:27 (Latimer, Bardens) – Registrato dal vivo il 2 ottobre 1977 al The Colston Hall di Bristol (UK)
2. Metrognome – 4:23 (Latimer, Bardens) – Registrato dal vivo il 2 ottobre 1977 al The Colston Hall di Bristol (UK)
3. Unevensong – 5:36 (Latimer, Bardens, Ward) – Registrato dal vivo il 2 ottobre 1977 al The Colston Hall di Bristol (UK)
4. Skylines – 5:44 (Latimer, Bardens, Ward) – Registrato dal vivo il 3 ottobre 1977 al Leeds University
5. A Song Within a Song – 7:10 (Latimer, Bardens) – Registrato dal vivo il 30 ottobre 1977 al Hammersmith Odeon di Londra (UK)
6. Lunar Sea – 8:59 (Latimer, Bardens) – Registrato dal vivo il 2 ottobre 1977 al The Colston Hall di Bristol (UK)
7. Raindances – 2:33 (Latimer, Bardens) – Registrato dal vivo il 2 ottobre 1977 al The Colston Hall di Bristol (UK)
8. Never Let Go – 7:28 (Latimer) – Registrato dal vivo il 2 ottobre 1977 al The Colston Hall di Bristol (UK)
9. Chord Change – 6:52 (Latimer, Bardens) – Registrato dal vivo il 14 aprile 1976 al Hammersmith Odeon di Londra (UK)
10. Ligging at Louis' – 6:36 (Bardens) – Registrato dal vivo il 30 ottobre 1974 al The Marquee Club di Londra (UK)
11. Lady Fantasy: Encounter/Smiles for You/Lady Fantasy – 14:25 (Bardens, Ferguson, Latimer, Ward) – Registrato dal vivo il 30 ottobre 1974 al The Marquee Club di Londra (UK)

CD 2
1. Spoken Introduction by Peter Bardens – 1:10
2. The Great Marsh – 1:44
3. Rhayader – 3:07
4. Rhayader Goes to Town – 5:11
5. Sanctuary – 1:10 (Latimer, Bardens)
6. Fritha – 1:22 (Latimer, Bardens)
7. The Snow Goose – 3:02 (Latimer, Bardens)
8. Friendship – 1:39 (Latimer, Bardens)
9. Migration – 3:51 (Latimer, Bardens)
10. Rhayader Alone – 1:47 (Latimer, Bardens)
11. Flight of the Snow Goose – 3:03 (Latimer, Bardens)
12. Preparation – 4:10 (Latimer, Bardens)
13. Dunkirk – 5:28 (Latimer, Bardens)
14. Epitaph – 2:33 (Latimer, Bardens)
15. Fritha Alone – 1:22 (Latimer, Bardens)
16. La princesse perdue – 4:45 (Latimer, Bardens)
17. The Great Marsh – 1:57 (Latimer, Bardens)
18. The White Rider – 8:48 (Latimer) – Bonus Track
19. Another Night – 6:35 (Latimer, Bardens, Ward) – Bonus Track

- CD 2 - Brani nr. 1-17 registrati dal vivo il 17 ottobre 1975 al The Royal Albert Hall di Londra (UK)
- CD 2 - Brani nr. 18 e 19 registrati dal vivo il 14 aprile 1976 al Hammersmith Odeon di Londra (UK)

## Musicisti
LP
- Andrew Latimer - chitarra, flauto, voce
- Peter Bardens - tastiere
- Richard Sinclair - basso (brani: A1, A2, A3 e B1)
- Richard Sinclair - voce solista (brani: A1 e A2)
- Doug Ferguson - basso (tranne nei brani: A1, A2, A3 e B1)
- Andy Ward - batteria, percussioni
- David Bedford - conduttore orchestra (brani: da C1 a C9 e da D1 a D7)
- Mel Collins - sassofono, flauto
- The London Symphony Orchestra - orchestra (brani: da C1 a C9 e da D1 a D7)
- Camel - produttore (brani: da C1 a C9 e da D1 a D7)
- David Hitchcock - produttore (brani: da C1 a C9 e da D1 a D7)
- Rhett Davies - produttore (brani: A1, A2, A3, B1, B2 e B3)

CD 1
- Andrew Latimer - chitarre, voce
- Peter Bardens - tastiere, voce
- Richard Sinclair - basso, voce solista (brani: 1,2,3,4,5,6,7 e 8)
- Doug Ferguson - basso, voce (brani: 9, 10 e 11)
- Mel Collins - sassofoni, flauti (brani: 1,2,3,4,5,6,7 e 8)
- Andy Ward - batteria, percussioni

CD 2
- Andrew Latimer - chitarre, flauto, voce
- Peter Bardens - tastiere, voce
- Doug Ferguson - basso, voce
- Andy Ward - batteria, percussioni